# Peter Gustav Lejeune Dirichlet
Peter Gustav Lejeune Dirichlet (Első Francia Császárság, ma: Németország, Düren, 1805. február 13. – Hannover, Göttingen, 1859. május 5.) német matematikus. Fontos eredményeket ért el számelméletben, az analízisben és a mechanikában.

## Élete
A Breslaui (1827) és a Berlini Egyetemen (1828-1855) tanított, majd 1855-ben Carl Friedrich Gauss örökébe lépett a Göttingeni Egyetemen.

## Munkássága
Számos, ma az ő nevével megjelölt eredménye volt a matematika jó néhány ágában. Egyik fő műve egy számelméleti jellegű, habár a számelmélet „ürügyén” néhány más témával is foglalkozó, posztumusz (először 1863-ban kiadott) monográfia, a Vorlesungen (über Zahlentheorie). Dirichlet 1859-es halála után a Berlini Egyetemen évekig vele együtt dolgozó kollégája és barátja, Dedekind adta ki a művet, és az évek során tizenegy függelékkel bővítette, melyek részben saját, részben Dirichlet ki nem adott felfedezései, megjegyzései voltak.
Dirichlet a számelméletben bebizonyította a ma Dirichlet-tételnek nevezett állítást (eredetileg C. F. Gauss egyik sejtése volt), miszerint bármely, természetes számokból álló {\displaystyle a,a+b,a+2b,a+3b,...,a+nb,\dots } számtani sorozatban végtelen sok prímszám van, ha a-nak és b-nek nincs (1-től különböző) közös osztója (azaz relatív prímek). Bár a tétel a Vorlesungen VI. számú Dedekind-féle függelékében jelent meg, a tételt és bizonyítását is eredetileg Dirichlet dolgozta ki. Széles körben elfogadott az a Davenport által (is) megfogalmazott nézet, miszerint e tétel bizonyításával született meg az analitikus számelmélet.
Egyik első megfogalmazója volt a modern, elvont, „nemkívánatos” (nehezen kezelhető, értelmezhető) szemléletes tartalmától (mozgás, változás) „megtisztított” függvényfogalomnak, amely a függvényt mint egyértelmű hozzárendelést (relációt) definiálja.

### A Dirichlet-probléma
Dirichlet 1837-ben vetette fel a függvény modern fogalmát: az y = f(x) függvényben minden egyes x-hez egyetlen y tartozik. A mechanikában a rendszerek egyensúlyával és a potenciálelmélettel foglalkozott. Ez vezette el az előírt peremértékű harmonikus függvények problémájához, a ma Dirichlet-problémának nevezett kérdéshez.

## Művei
Összegyűjtött műveit két kötetben adták közre: Gesammelte Werke (1889, 1897).